# Trstenik
Trstenik (serbocroata cirílico: Трстеник) es un municipio y villa de Serbia perteneciente al distrito de Rasina del centro-sur del país.
En 2011 tenía 42 989 habitantes, de los cuales 15 329 vivían en la villa y el resto en las 50 pedanías del municipio. La mayoría de la población se compone étnicamente de serbios (41 829 habitantes).
Se ubica a orillas del río Morava occidental, a medio camino entre Kruševac y Kraljevo por la carretera E-761.

## Pedanías
Junto con Trstenik, pertenecen al municipio las siguientes pedanías:
| - Bogdanje - Božurevac - Brezovica - Bresno Polje - Bučje - Velika Drenova - Veluće - Golubovac - Gornja Omašnica - Gornja Crnišava - Gornji Dubič - Gornji Ribnik - Grabovac | - Donja Omašnica - Donja Crnišava - Donji Dubič - Donji Ribnik - Dublje - Jasikovica - Kamenjača - Levići - Loboder - Lozna - Lopaš - Mala Drenova - Mala Sugubina | - Medveđa - Mijajlovac - Milutovac - Okruglica - Osaonica - Odžaci - Pajsak - Planinica - Poljna - Popina - Počekovina - Prnjavor - Rajinac | - Riđevštica - Riljac - Rujišnik - Selište - Stari Trstenik - Stopanja - Stragari - Stublica - Tobolac - Ugljarevo - Čairi |